# Константин Бранковяну
Константин Бранковяну (на румънски: Constantin Brâncoveanu) е велик логотет и владетел на Влашко (1688 – 1714).

## Произход и брак
Син е на княз Матей Бранковяну (Басараб) по родствената линия на клона Крайовеску и на Станка Кантакузино. Константин е племенник и наследник на влашкия княз Кантакузино.
Женен е за Марика, дъщеря на княз Антоний Попещи (1669 – 1672).

## Управление
През октомври 1688 г., след смъртта на чичо си Щербан Кантакузино, Константин Бранковяну поема властта във Влашко по майчина линия – от семейство Кантакузино. Константин поема управлението на Влашко непосредствено след томоса на Вселенската патриаршия в лицето на Дионисий IV Муселимис, по силата на който Киевската митрополия е присъединена към Руската патриаршия. Бранковяну по майчина линия е наследник на Михаил Кантакузин Шейтаноглу, който логистира патриаршеското достойнство на Руската православна църква.
Константин мести столицата на Княжество Влахия от Търговище в Букурещ и започва широка строителна дейност във Влашко – двореца Могошоая и редица православни манастири (включително Хорезу) са построени в така наречения бранковянски стил. Управлението му е запомнено като просвещенско – открива четири печатници и много училища.
В ранните години на управлението си се ползва с подкрепата на болярската партия Кантакузино. Столник Константин Кантакузино е негов съветник във външните работи и същевременно началник на княжеската канцелария. Останалите членове на рода Кантакузино са членове на болярския съвет или командири във влашката армия.
Константин Бранковяну е номинално османски васал. Във връзка с така наречената Голяма турска война, Високата порта му вдига двойно налога от Влашко, в замяна на което се сдобива с наследственото право от султана и падишах – да управлява наследствено Влашкото княжество. Това му наследствено право, след Карловацкия мир, става причина през 1703 г. да влезе в конфликт за наследяването на властта във Влашко – с останалите представители на влиятелното болярско семейство Кантакузино.

## Канонизация
Румънската православна църква канонизира Константин Бранковяну през 1992 г., а с решение от 7 март 2018 г. на светия синод на Руската православна църква, Константин се отбелязва и почита като е включен в календара на светците и на Руската православна църква.

## Деца
- Станка (1676)
- Мария (1678)
- Илинка (1682)
- Константин (1683)
- Стефан (1685)
- Сафра (1686)
- Раду (1690)
- Анцуча (1691)
- Балша (1693)
- Смаранда (1696)
- Матей (1698)

## Свързани статии
- Свети Трима Светители (Яш)